# Carl-Maria-von-Weber-Theater
Das Carl-Maria-von-Weber-Theater ist ein Theater in Bernburg (Saale), Sachsen-Anhalt, Schloßstraße 20. Das Gebäude wurde 1827 eröffnet. Es wird vor allem als Gastspieltheater genutzt.

## Lage und Architektur
Das 340 Plätze fassende Theater steht in der Nähe von Schloss Bernburg. Es ist im Stil des Klassizismus gebaut. Beiderseits des Eingangs befinden sich Pfeiler, darüber eine Loggia. Diese ist in Anlehnung an die Antike als Antentempel ausgeführt. Die Vorderfront des Hauses ist risalitartig gestaltet.

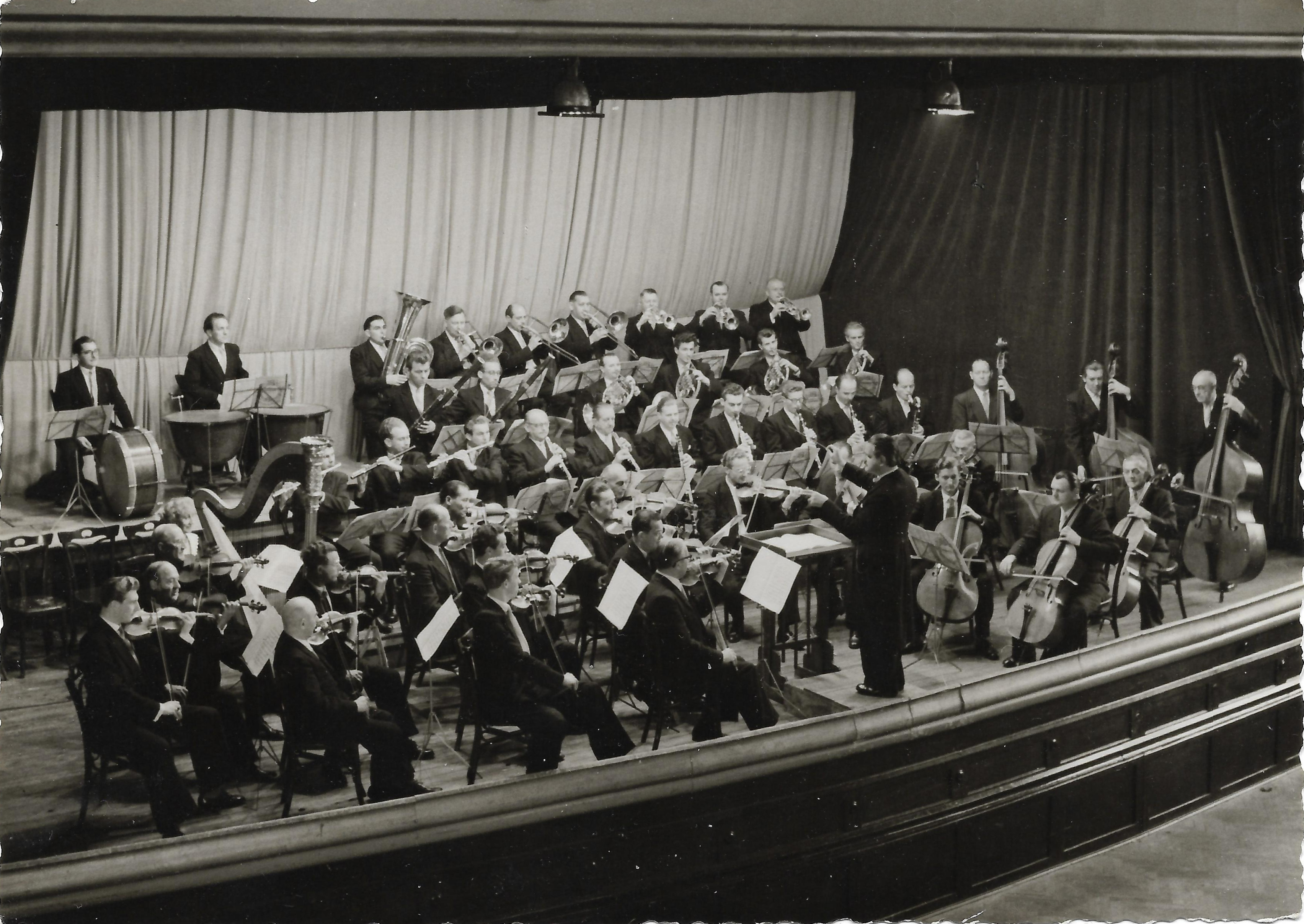
Theater-Orchester 1957

## Geschichte
Das Gebäude entstand im Auftrage des Herzogs Alexius Friedrich Christian von Anhalt-Bernburg in den Jahren 1826/1827 nach Entwurf des Architekten Bauinspektor Johann Philipp August Bunge. Die Eröffnung als herzogliches Schauspielhaus fand am 2. März 1827 statt. In den Jahren 1881/1882 erfolgte ein Umbau durch den Berliner Architekten und Theater-Spezialisten Eduard Titz. Zugleich wurde das Theater zu einem städtischen Theater erweitert. Im Jahr 1954 erhielt das städtische Theatergebäude den Namen nach dem Komponisten Carl Maria von Weber. Eine umfassende Modernisierung und Restaurierung erfolgte von 1993 bis 1997, dabei entstand ein neuer Bühnenturm. Der Zuschauerraum wurde auf die ursprüngliche Gestaltung des 19. Jahrhunderts zurückgebaut.

## Intendanten
- 1948–1953: Hugo Eigendorff
- 1960–1980: Wolfgang Rainer
- 1993–1996: Rüdiger Pape